# Baltazar (ur. 1959)
Baltazar, właśc. Baltazar Maria de Morais Júnior (ur. 17 lipca 1959 w Goiânii) – brazylijski piłkarz grający na pozycji napastnika.

## Kariera klubowa
Karierę piłkarską Baltazar zaczął w klubie Atlético Goianiense w 1978 roku. W barwach Atlético Goianiense został królem strzelców ligi stanowej Goiás. W 1979 roku przeszedł do Grêmio Porto Alegre. W lidze brazylijskiej zadebiutował 23 sierpnia 1979 w wygranym 4-1 meczu z Coritibą FC, w którym strzelił 2 bramki. Z Grêmio zdobył mistrzostwo Brazylii 1981 oraz dwukrotnie mistrzostwo stanu Rio Grande do Sul – Campeonato Gaúcho w 1979 i 1980 roku. Indywidualnie Baltazar dwukrotnie został królem strzelców ligi stanowej. W 1982 roku Baltazar przeszedł do SE Palmeiras. W następnym roku przeszedł do CR Flamengo. Z Flamengo zdobył mistrzostwo Brazylii 1983. W 1984 roku powrócił na krótko do Palmeiras, z którego przeszedł do Botafogo FR. W barwach Botafogo został królem strzelców stanu Rio de Janeiro w 1984 roku. 10 kwietnia 1985 w przegranym 1-2 meczu z CR Vasco da Gama Baltazar po raz ostatni wystąpił w lidze brazylijskiej. Jego bilans w lidze to 62 bramki w 133 meczach.
W 1985 roku wyjechał do hiszpańskiej Celty Vigo. Z Celtą spadł do drugiej ligi w 1986 roku. Po roku powrócił do Primera División. Baltazar z 34 bramkami został królem strzelców Segunda División w 1987 roku. W 1988 roku przeszedł do Atlético Madryt. W 1989 roku Baltazar z 35 bramkami został królem strzelców Primera División 1989. W trakcie sezonu 1990–1991 Baltazar przeszedł do FC Porto. Po pół roku przeszedł do francuskiego Stade Rennais. Na początku 1993 roku powrócił do rodzinnej Goiânii do klubu Goiás EC. Z Goiás zdobył mistrzostwo stanu Goiás – Campeonato Goiano oraz został królem strzelców ligi stanowej Goiás w 1994 roku. W 1995 roku wyjechał do Japonii do Kyoto Purple Sanga, gdzie zakończył karierę w 1996 roku.

## Kariera reprezentacyjna
W reprezentacji Brazylii Baltazar zadebiutował 27 sierpnia 1980 w wygrananym 1-0 towarzyskim meczu z reprezentacją Urugwaju. Po ośmioletniej przerwie w 1989 roku Baltazar powrócił do reprezentacji Brazylii, z którą uczestniczył w Copa América 1989, którą Brazylia wygrała. Baltazar na turnieju wystąpił w trzech meczach z Wenezuelą (bramka), Peru i Kolumbią, który był jego ostatnim meczem w reprezentacji. Ogółem w reprezentacji wystąpił w 6 meczach i strzelił 2 bramki.